# Idaea carvalhoi
Idaea carvalhoi is een vlinder uit de familie spanners (Geometridae). De wetenschappelijke naam is voor het eerst geldig gepubliceerd in 1979 door Herbulot.
De soort komt voor in Europa.